# آمفی‌تئاتر کارتاژ
آمفی‌تئاتر کارتاژ (عربی: المسرح الدائري بقرطاج) یا مدرج کارتاژ رومی عبارت است از یک تئاتر مدور رومی که در ورودی شهر کارتاژ در نزدیکی آمفی‌تئاتر الجم قرار دارد، این تئاتر در زمان و عهد قیصر روم ژولیوس سزار ساخته شده‌است، در این تئاتر مبارزاتی که توسط حاکم تونس برای کسانی که از سیاست و حکم وی پیروی نمی‌کردند برنامه‌ریزی می‌شد اجرا می‌گردید.

## مشخصات
این محل از زمان درست شدن شهر کارتاژ در این محل با مساحت ۱۲۰ * ۹۳ متر بنا شد، صحنه یا میدان مبارزه آن هم ۶۴*۳۶ متر می‌باشد. در قرن دوم و سوم میلادی این تئاتر مساحتش افزایش داده شد و مساحت آن بالغ بر ۱۵۶*۱۲۸ متر گردید، این محل گنجایش بالغ بر ۴۱ هزار نفر تماشاچی را داشته‌است. تا الان فقط در این محل یکسری سلولهای بیضی شکل کشف شده‌است.